# Józef Rafacz
Józef Rafacz (ur. 30 stycznia 1890 w Czarnym Dunajcu, zm. 3 sierpnia 1944 w Warszawie) – polski historyk prawa, profesor Uniwersytetu Warszawskiego od 1922. Zajmował się dawnym polskim prawem procesowym, karnym oraz ustrojowym wsi poddańczej.

## Życiorys
Urodził się 30 stycznia 1890 w Czarnym Dunajcu, w rodzinie Macieja i Pauliny z domu Żeglin. W latach 1901–1908 uczył się w Gimnazjum św. Jacka w Krakowie, w którym złożył maturę z odznaczeniem. Po uzyskaniu świadectwa dojrzałości wstępuje na Wydział Filozoficzny Uniwersytetu Jagiellońskiego, który kończy w 1912 r. W rok później uzyskuje stopień doktora filozofii na podstawie pracy „Ciężary ludności włościańskiej w dobrach szlacheckich powiatu sądeckiego i czchowskiego w pierwszej połowie XVIII w.“ W okresie pracy mad doktoratem, w 1913 wstąpił na Wydział Praw a Uniwersytetu Jagiellońskiego. 28 lutego 1913 został mianowany zastępcą nauczyciela w c. k. III Gimnazjum w Krakowie. W 1914 został wcielony do cesarskiej i królewskiej Armii, jako jednoroczny ochotnik i przydzielony do Pułku Piechoty Nr 100. Był dwukrotnie ranny. Po raz drugi w 1915, jako plutonowy (niem. Zugsführer) 2. kompanii. Na stopień podporucznika został mianowany ze starszeństwem z 1 stycznia 1916 w korpusie oficerów rezerwy piechoty. Został odznaczony Brązowym Medalem Waleczności. W 1917 uzyskał stopień doktora praw.
W 1919 został powołany na Katolicki Uniwersytet Lubelski jako zastępca profesora i wykładowca historii prawa polskiego. W 1921 r. habilitował się na Wydziale Prawa Uniwersytetu Jagiellońskiego na podstawie pracy pt. "Nagana sędziego w dawnym procesie polskim". Wiosną 1922 został mianowany profesorem nadzwyczajnym dawnego polskiego prawa sądowego na Wydziale Prawa Uniwersytetu Warszawskiego. Jesienią tego samego roku — również profesorem nadzwyczajnym historii ustroju Polski.
W dniu 22 października 1929 został mianowany profesorem zwyczajnym. Od 1931 członek Towarzystwa Naukowego Warszawskiego. Na początku marca 1938 został wybrany członkiem komisji rewizyjnej Zjednoczenia Polskich Prawników Katolików.
W czasie okupacji niemieckiej w latach 1940–1944 profesor i od 1941 dziekan Wydziału Prawa tajnego UW i tajnego Uniwersytetu Ziem Zachodnich. Został zamordowany przez Niemców podczas powstania warszawskiego, prawdopodobnie w pobliżu domu, w którym mieszkał – Domu Profesorów przy ul. Nowy Zjazd 5.
Był z pochodzenia góralem podhalańskim. Autor prac dotyczących ustroju samorządowego dawnych gmin w Polsce oraz historii Podhala.

## Prace naukowe
- Czynnik gospodarczy w dawnem prawie wiejskiem, Przewodnik Naukowy i Literacki 1918, XLVI, t.44, z.8, s.46
- Ustrój wsi samorządnej małopolskiej w XVIII wieku, Lublin 1922
- Dawny proces polski (1925)
- Dzieje i ustrój Podhala Nowotarskiego za czasów dawnej Rzeczypospolitej Polskiej, Warszawa 1935
- Dawne polskie prawo sądowe w zarysie (1936)
- Stanowisko wybrańców w dawnej Polsce (1939)